# Kathedraal van Birmingham (anglicaans)
De Sint-Filippuskathedraal is de anglicaanse kathedraal van Birmingham, Engeland. De stad heeft ook een rooms-katholieke kathedraal, de Sint-Chadkathedraal. De kathedraal behoort tot de kleinste kathedralen van Engeland: enkel de kathedraal van Derby en Chelmsford zijn kleiner.

## Geschiedenis
Met de bouw van de kerk werd begonnen in 1711, naar ontwerp van Thomas Archer. In 1715 kon de kerk al worden ingewijd. De kerk werd gewijd aan Filippus als eerbetoon aan weldoener Robert Philips (Philip is de Engelse naam voor Filippus). De toren van de kerk werd afgebouwd in 1725. Van 1715 tot 1905 gold het gebouw als parochiekerk. Vanaf 1905 werd het een kathedraal.
Tijdens de Tweede Wereldoorlog werd de kathedraal gebombardeerd. De meest waardevolle objecten waren echter al uit voorzorg weggehaald; deze konden na de oorlog worden teruggeplaatst. 